# Wurtzite
Cet article traite du minéral wurtzite, il ne doit pas être confondu avec la structure cristalline wurtzite, ni avec le minéral wustite.
La wurtzite est un minéral sulfure de zinc et de fer de formule chimique (Zn,Fe)S, un polytype plus rare de la sphalérite,,. La teneur en fer est variable jusqu’à huit pour cent. Elle est trimorphe avec la matraite et la sphalérite.
Elle se trouve dans des dépôts hydrothermaux associés à la sphalérite, à la pyrite, à la chalcopyrite, à la barytine et à la marcassite. Elle se trouve également dans les concrétions d'argile et de grès ferrugineux à basse température.

## Découverte et occurrence
Elle a été décrite pour la première fois en 1861 pour une occurrence dans la mine de San José, ville d'Oruro, province de Cercado, département d'Oruro en Bolivie, et nommée d’après le chimiste français Charles Adolphe Wurtz. Elle a une large distribution. En Europe, elle est signalée à Příbram, en République tchèque ; dans la Hesse en Allemagne ; et à Liskeard, en Cornouailles, au Royaume-Uni. Aux États-Unis, elle est signalée dans le comté de Litchfield, dans le Connecticut ; à Butte, comté de Silver Bow dans le Montana ; à Frisco, comté de Beaver dans l'Utah ; et dans le district de Joplin, comté de Jasper dans le Missouri.

## Structure cristalline

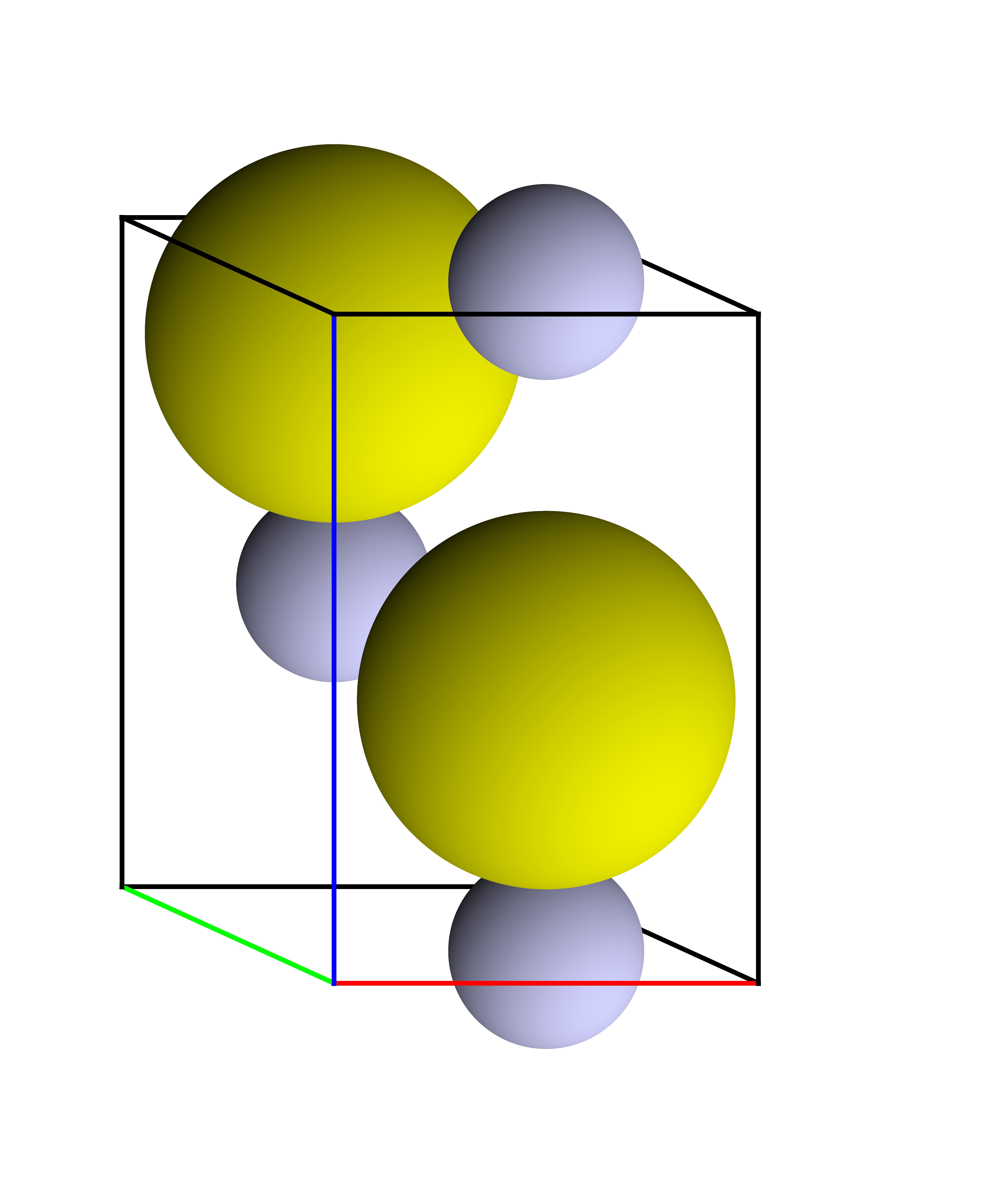
Maille élémentaire de la wurtzite. Les boules grises représentent les atomes de métal, et les boules jaunes représentent les atomes de soufre ou de sélénium.

Le groupe de la wurtzite comprend la cadmosélite (CdSe), la greenockite (CdS), la mátraite (ZnS) et la rambergite (MnS), en plus de la wurtzite.
Sa structure cristalline est appelée structure wurtzite, à laquelle elle prête son nom. Cette structure est un membre du système cristallin hexagonal et se compose d’atomes de zinc et de soufre coordonnés tétraédriquement qui sont empilés selon un motif ABABABABAB.
Les paramètres de maille de la wurtzite sont (polytype -2H) :
- a = b = 3,81 Å = 381 pm
- c = 6,23 Å = 623 pm
- V = 78,41 Å3
- Z = 2